# Fornace Penna

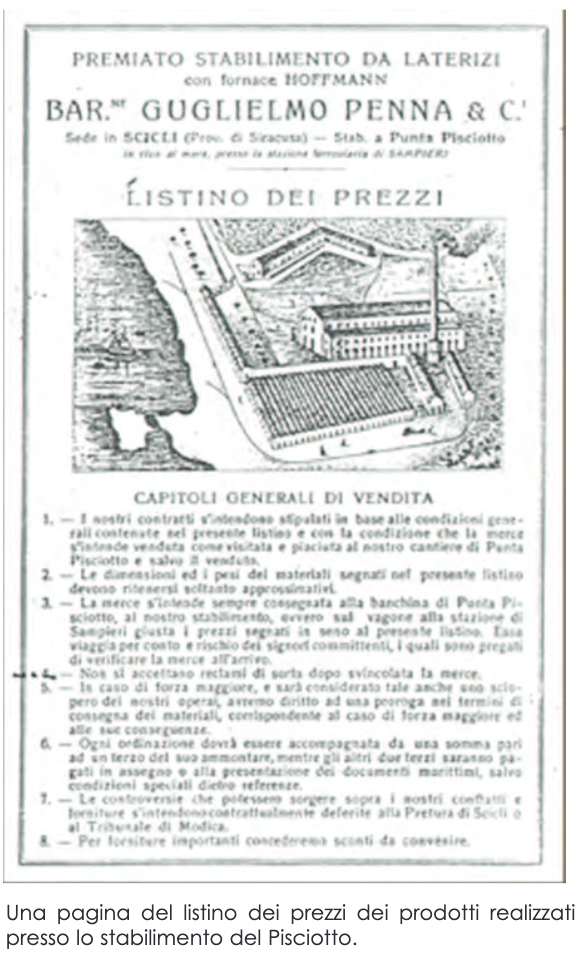

La Fornace Penna è un ex-stabilimento e monumento di archeologia industriale, ubicato in contrada Pisciotto a Sampieri, frazione del comune di Scicli, nel Libero consorzio comunale di Ragusa.

## Storia
La Fornace Penna fu realizzata dai Baroni Penna di Portosalvo tra il 1909 e il 1912 su progetto dell'ingegnere Ignazio Emmolo, che si laureò in matematica a Catania e in ingegneria civile a Napoli nel 1895.  Fu scelto il sito di "Punta Pisciotto", su un terreno appartenente ai Baroni Penna, a ridosso del mare, per i seguenti motivi:
- il fondale sufficientemente profondo da consentire l'attracco delle navi[1],
- la presenza della ferrovia,
- la vicina cava di argilla, a circa 200 metri, per la materia prima,
- la disponibilità di abbondante acqua da una sorgente carsica locale.

Lo stabilimento produceva laterizi che venivano esportati in molti paesi mediterranei: gran parte di Tripoli (Libia) dopo la guerra del 1911 fu costruita con laterizi del "Pisciotto". Si lavorava dalla sei del mattino sino all'imbrunire, da maggio a settembre; con le prime piogge la Fornace Penna veniva chiusa. Vi hanno trovato occupazione un centinaio di operai in età compresa tra i 16 e i 18 anni. La cessazione dell'attività dello stabilimento avvenne durante la notte del 26 gennaio 1924, a causa di un incendio doloso che lo distrusse in poche ore. Una lettera abbandonata attribuisce il gesto ai socialisti.

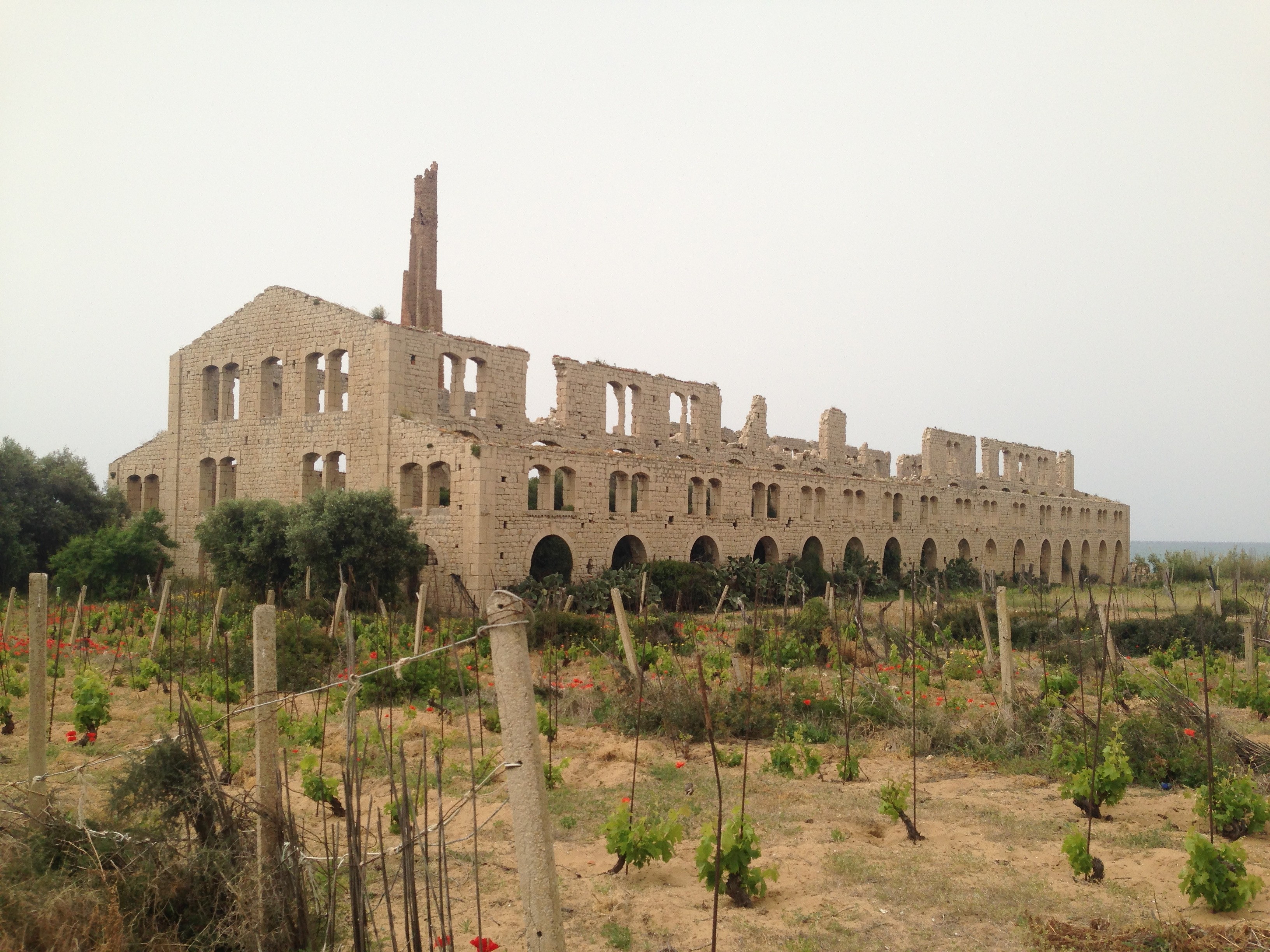
Vista laterale

Nel XXI secolo, grazie anche al fascino delle sue rovine, la Fornace Penna è stata utilizzata come set cinematografico: "La Mànnara", come viene nominata la località dove sorge la fabbrica, in un episodio dello sceneggiato televisivo Il Commissario Montalbano. In occasione di una sua visita, Vittorio Sgarbi l'ebbe persino a definire "una basilica laica in riva al mare".

## Descrizione
La Fornace era di tipo Hoffmann e si componeva di sedici camere disposte ad anello lunghe cinque metri e larghe tre e mezzo ciascuna. Il tiraggio forzato veniva esercitato da una ciminiera alta 41 metri e lo stabilimento era lungo 86 metri. La parte orientale (lunga 32 e larga 25 metri) era destinata al macchinario. La sala macchine ospitava due polverizzatori a martello; un'impastatrice ad eliche grandi, rifornita da elevatori a tazze, due laminatori con filiere per la produzione di gallette, laterizi forzati e tegole curve o coppi, una pressa a revolver per la produzione di tegole alla marsigliese, una pressa per la produzione di tegole di colmo. Esisteva pure un piccolo vano per la fabbricazione di stampi, tegole marsigliesi e rulli di scorrimento per i carrelli delle filiere.

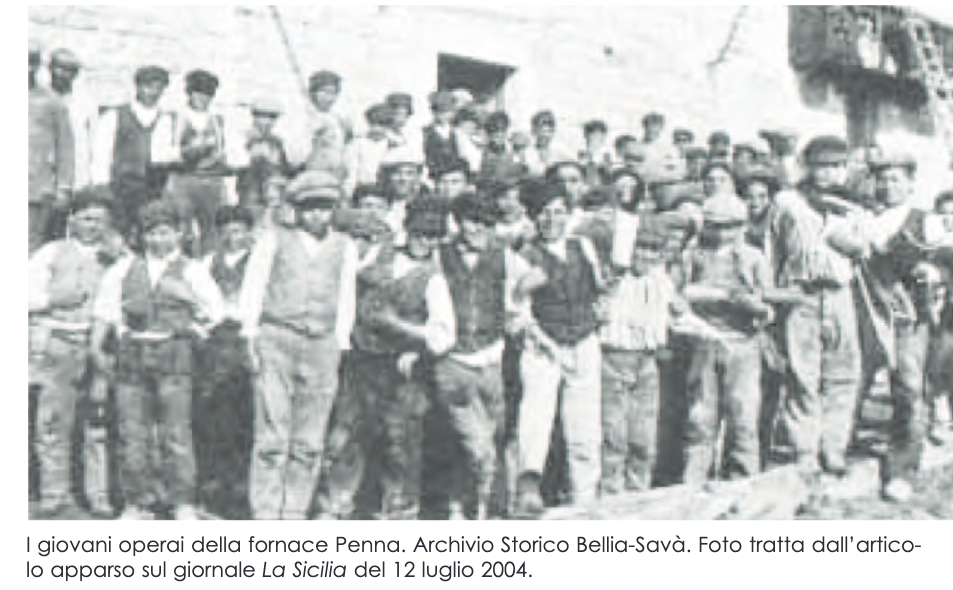